# 1998 YP3
1998 YP3 är en asteroid i huvudbältet som upptäcktes den 18 december 1998 av Kleť-observatoriet i Tjeckien.
Den tillhör asteroidgruppen Vesta.